# Peucetia viridis
Peucetia viridis es una especie de araña lince del género Peucetia, de la familia Oxyopidae, orden Araneae. Fue descrita por Blackwall en 1858.
Se distribuye por España, Grecia, África y Oriente Medio. Introducido en las islas del Caribe. Fue publicada en Descriptions of six newly discovered species and characters of a new genus of Araneida. Annals and Magazine of Natural History (3) 1(6): 426-, 434.